# مارتین کروز اسمیت
مارتین کروز اسمیت (انگلیسی: Martin Cruz Smith؛ زادهٔ ۳ نوامبر ۱۹۴۲) یک نویسنده اهل ایالات متحده آمریکا است.